# Інамбу чагарниковий
Інамбу чагарниковий (Nothoprocta cinerascens) — вид птахів родини тинамових (Tinamidae).

## Поширення
Птах розповсюджений на південному сході Болівії, північно-західному Парагваї і північних районах Аргентини.

## Опис
Птах сягає 31,5 см завдовжки, вага — 0,54 кг. Тіло зверху від сірого до оливково-коричневого забарвлення з чорними плямами і з прожилками білого кольору. Верх голови чорний, боки голови і горло білі, низ горла чорний, груди сірі з білими плямами, черево білувате. Ноги темно-сірі. Самка крупніша й темніша.

## Спосіб життя
Вид зустрічається у високогірних луках на висоті до 2000 м. Може населяти сухі степи, пасовища та сільськогосподарські угіддя.

## Підвиди
- Nothprocta cinerascens cinerascens розповсюджений на південному сході Болівії, північно-західному Парагваї, Аргентині.
- Nothoprocta cinerascens parvimaculata розповсюджений на північному заході Аргентини.